# Tema Youth FC
Tema Youth Football Club w skrócie Tema Youth FC – ghański klub piłkarski grający w drugiej, a niegdyś w ghańskiej pierwszej lidze, mający siedzibę w mieście Tema.

## Występy w afrykańskich pucharach
| Sezon | Rozgrywki           | Runda | Kraj    | Klub          | Dom | Wyjazd | Dwumecz |
| ----- | ------------------- | ----- | ------- | ------------- | --- | ------ | ------- |
| 2007  | Puchar Konfederacji | 1     | Kamerun | Les Astres FC | –   | –      | –       |

## Stadion
Domowe mecze klub rozgrywa na stadionie o nazwie Tema Sports Stadium w Temie. Stadion może pomieścić 5000 widzów.